# 林孔滋
林孔滋（1423年—？），以字行，福建福州府怀安县人，明朝政治人物、同進士出身。

## 生平
景泰元年（1450年），福建庚午鄉試第三十九名中舉。景泰二年（1451年）聯捷辛未科進士，授庶吉士。